# Ново Хоџово
Ново Хоџово (буг. Ново Ходжово) је насељено место у општини Сандански у области Благоевград, Бугарска. Према попису из 2021. године блио је 48 становника.
Током 1923—1924. године под притиском грчких власти словенско становништво из Хоџова код Валовишта у грчкој Македонији напустило је село и у атару Хоџова, који је припао Бугарској након Првог светског рата, основали су насеље Ново Хоџово.